# Жан-Люк Дегане
Жан-Люк Жозеф Марі Дегане (7 серпня 1940 , Монпельє  — 15 травня 2014 , Кемпер ) — бельгійський політик. Прем'єр-міністр Бельгії від 7 березня 1992 до 12 липня 1999.

## Життєпис
Жан-Люк Дегане народився у Франції, куди втекли його батьки рятуючись від німецьких військ. Він потрапив у політику через Algemeen Christelijk Werknemersverbond (Генеральну християнську профспілку) (ACW), профспілку яка була тісно пов'язана з Christelijke Volkspartij (Християнською народною партією) (CVP). У 1981 році він став міністром з соціальних питань та інституційної реформи, до 1988 року, коли він став заступником прем'єр-міністра і міністром зв'язку та інституційної реформи.
У 1992 році, після того, як Гі Вергофстадту не вдалося сформувати уряд, він зумів сформувати урядову коаліцію у складі християнських демократів і соціал-демократів. Після смерті короля Бодуена I, його уряд 9 днів здійснював королівські функції, поки принц Альберт не був приведений до присяги як король Альберт II.
У 1994 році він наказав в односторонньому порядку вивести бельгійські війська з Руанди, таким чином, усунувши останню перешкоду для геноциду тутсі.
Він був головним кандидатом на заміну Жака Делора, як голови Європейської комісії, але Джон Мейджор наклав вето на його призначення, тоді як всі інші лідери 11 країн підтримали Дегане.
Після виборів 1995 року було сформовано другий уряд Дегане, що також складався з християнських демократів і соціал-демократів. За кілька тижнів до виборів 1999 року вибухнув «діоксиновий скандал», і урядові партії втратили значну частину своєї підтримки.
Після виборів, Гі Вергофстадт сформував перший уряд Бельгії без християнських демократів з 1958 року. Дегане залишався сенатором до 2001 року, коли він став мером у Вілворде, міста поблизу Брюсселя. Він також увійшов до складу Ради директорів компанії Lernout en Hauspie. У червні 2004 року, Жан-Люк Дегане був обраний до Європейського парламенту. Після бельгійських виборів 2007 року Дегане був призначений посередником у процесі формування нового уряду.
У жовтні 2008 року став головою Dexia Bank, бельгійсько-французького банку. У банку виникли проблеми через фінансову кризу, і йому було запропоновано очолити компанію у складний період.